# 二原子分子
二原子分子（にげんしぶんし、英: diatomic molecule）は、2個の原子で作られた分子である。接頭語の"di-"はギリシア語で2を意味する。　　

## 自然に存在する二原子分子
フーバーとヘルツベルクの『二原子分子の分子スペクトルと分子構造IV』には、分光器によって星間分子から検出された何百もの二原子分子が記載されている。しかし、地球上で自然に生成する二原子分子の種類は少ししかない。地球の大気の約99%は二原子分子で構成され、特に酸素は21%、窒素は78%であり、残り1%のうち大部分の0.9340%は単原子気体のアルゴンが占めている。水素分子は地球の大気ではppmのオーダーであるが、恒星の組成においては支配的で最も豊富な分子である。
標準状態（1気圧、25℃）で二原子分子を構成する代表的な元素は、水素、窒素、酸素、ハロゲン（フッ素、塩素、臭素、ヨウ素、およびアスタチン）である。気化するまで加熱された金属のように、他の多くの元素も二原子分子になることは可能である。しかし、多くの二原子分子は二リンのように高い反応性を持ち不安定である。また、わずかではあるが一酸化炭素や臭化水素といった化合物も作られる。
水素や酸素のように同一元素のみで構成される二原子分子は等核二原子分子（英: homonuclear）、一酸化炭素や一酸化窒素のように異なった2元素で構成されるものは異核二原子分子（英: heteronuclear）と呼ばれる。等核二原子分子の結合は極性が無く完全な共有結合である。

## 歴史
19世紀、二原子分子は、元素、原子、分子の概念の確立において重要な役割を果たした。ジョン・ドルトンによる最初の原子説では、全ての元素は単原子であり、化合物には最も簡単な原子比率があると仮定された。例えば、ドルトンは酸素が水素の8倍の質量（現代では約16倍）の元素であるため水の分子式はHOであると仮定した。結果として、原子の質量と分子式の混乱は約半世紀存在した。
1805年、ゲイ＝リュサックとフォン・フンボルトによって水が2個の水素と1個の酸素で形成されていることが発見され、1811年にはアメデオ・アヴォガドロによってアボガドロの法則と二原子分子の仮定をベースにして水の構造が説明された。しかし、これらの結果は1860年までほとんど受け入れられなかった。その理由は、同じ原子同士には化学親和力は全く無いと信じられ、かつ気体の解離反応におけるアボガドロの法則の例外があったためである。
1860年、カールスルーエ国際会議でスタニズラオ・カニッツァーロはアボガドロの考えを復活させ、現代の値にほとんど一致する原子量表を作成した。これらの質量は、ドミトリ・メンデレーエフとロータル・マイヤーによる周期律の発見の重要な前提条件となった。

## エネルギー
普通、原子分子は2つの塊（2つの原子）が質量のないばねで結合されたものとして表現される。分子の様々な動きのエネルギーは並進運動、回転運動、振動運動の3つに分解できる。

### 並進運動
分子の並進運動は単純に運動エネルギーから与えられる。
{\displaystyle E_{\mathrm {trans} }={\frac {1}{2}}(m_{1}+m_{2})v^{2}}
m1, m2 は各原子の質量で、v は分子の速度である。

### 回転運動
古典力学における回転の運動エネルギーは、
{\displaystyle E_{\mathrm {rot} }={\frac {L^{2}}{2I}}}
L は角運動量、I は分子の慣性モーメント
である。しかし、原子レベルの微小な系は量子力学により記述されるため、角運動量は
{\displaystyle L^{2}=l(l+1)\hbar ^{2}}
l は正の整数、{\displaystyle \hbar }はプランク定数を2πで割ったもの（ディラック定数）
となる。また、分子の慣性モーメントは
{\displaystyle I=\mu r_{0}^{2}}
μは分子の換算質量 {\displaystyle (\mu ={\frac {m_{1}m_{2}}{m_{1}+m_{2}}})} 、r0は2原子の平均距離
となる。よって、二原子分子のErotは次のように表される。
{\displaystyle E_{\mathrm {rot} }={\frac {l(l+1)\hbar ^{2}}{2\mu r_{0}^{2}}}\quad l=0,1,2,\dots }
ただし、二つの原子核が全く同一の場合、特定のスピン状態に対して、偶数か奇数の回転量子数しかとり得ない。これは、核の運動とスピンを合わせた全波動関数が、核の交換に対して対称(核スピンが整数)もしくは反対称(核スピンが半奇数)となるためである。

### 振動エネルギー
他に二原子分子の動きにはそれぞれの原子の振動と2原子の結合に沿った振動がある。これらの振動は量子力学的な調和振動子とほぼみなしてよく、振動エネルギーは
{\displaystyle E_{\mathrm {vib} }=\left(n+{\frac {1}{2}}\right)hf\quad n=0,1,2,\dots }
となる。